# Archéologie interstellaire

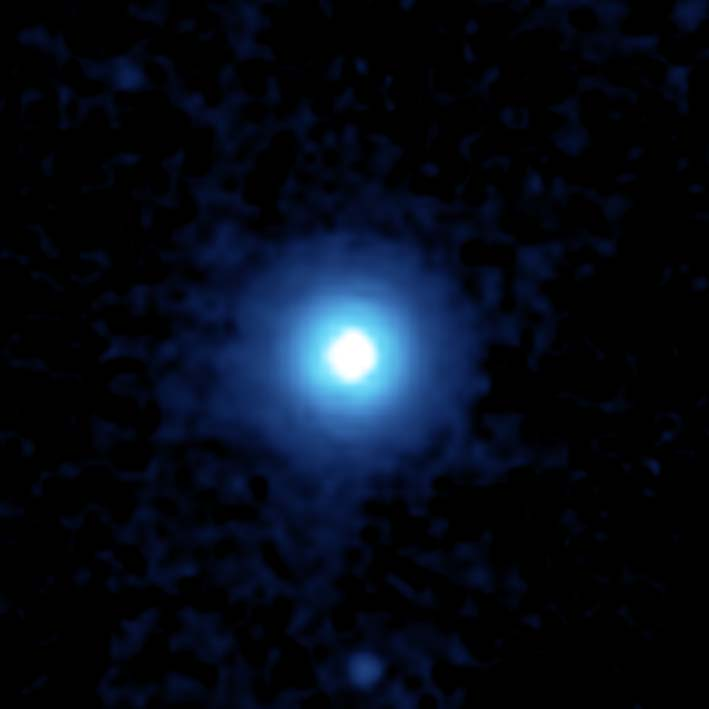
Les étoiles blanches de la séquence principale (A5), comme ici Véga, pourraient abriter des résidus nucléaires, signes d'une activité intelligente ayant la volonté de prolonger la durée de vie de son astre.

L'archéologie interstellaire, également nommée xénoarchéologie, ou encore archéologie extraterrestre ou archéologie cosmique, est une branche encore peu développée de l'astrosociobiologie qui consiste à rechercher des traces cosmiques de civilisations extraterrestres disparues selon Richard A. Carrigan, physicien au Fermilab. Ces traces (dites « technosignatures ») pourraient être des mégastructures visibles de très loin dans l'espace. La recherche de traces matérielles de telles civilisations (sphères de Dyson ou moteurs stellaires par exemple), constitue une « alternative intéressante » au programme SETI conventionnel. Selon B. W. McGee la xénoarchéologie est au cœur de plusieurs disciplines, et doit s'appuyer sur l'exploration exoplanétaire.

## Typologie des marqueurs d'intelligence

### Planétaires
Les efforts pour détecter des marqueurs d'intelligence dans l'atmosphère des exoplanètes (comme le fréon, l'oxygène ou même l'ozone, résidus de l'activité biotique selon les recherches de James Lovelock) en est l'un des axes prometteurs.

### Stellaires
Les traces possibles pourraient être des résidus nucléaires, à rechercher au sein des types spectraux allant de A5 à F2 selon Whitmire et Wright.
Ce pourrait être aussi un changement dans le ratio isotopique, dû à un moteur stellaire, ou encore une modulation spectrale inhabituelle dans la composition de l'astre.

### Mégastructures

Schéma d’une coquille de Dyson d’une unité astronomique de rayon.

Une civilisation observant son étoile mourir (en géante rouge par exemple) pourrait avoir tenté d'en prolonger l'existence par des mégastructures qui devraient être détectables. 
Les structures permettant de bâtir un vaisseau interstellaire de grande taille pourraient également être observées depuis la Terre selon Robert Zubrin.

## Critères de recherche
Selon Carrigan de nombreux objets célestes possèdent des signatures infrarouges proches de celles attendues dans le cas d'une sphère de Dyson). Les phases de naissance et de mort des étoiles, les nuages de poussière, les étoiles naissantes (entourées de disques de poussière), certaines régions opaques, les étoiles variables de type Mira, les nébuleuses planétaires et enfin les étoiles de la branche asymptotique des géantes (AGB) peuvent être prises pour des sphères de Dyson. Carrigan cite deux autres objets qui risquent de perturber la recherche de signaux infrarouges hypothétiquement créés par des civilisations extraterrestres : la molécule SiO et les ions hydroxyde (OH−) expulsés après la mort d'une étoile, et les étoiles carbonées. 

## Projets de recherche
Le premier projet de recherche de sphères de Dyson a été mené par Vyacheslav Slysh au Space Research Institute de Moscou en 1985, à partir de la base de données du satellite IRAS. Plusieurs sources d'émission ont été retenues et analysées mais aucune ne peut être rapprochée avec certitude d'une sphère de Dyson. Les observations ont permis de conclure que de tels objets artificiels peuvent être confondus avec de minces nuages de poussière entourant les géantes rouges.
Carrigan a utilisé, en 2009, de manière combinée, le spectromètre à basse résolution du télescope spatial IRAS et le catalogue Calgary (qui compile 11 224 sources infrarouges) afin d'investiguer une région de température entre 100 K et 600 K. En appliquant plusieurs filtres permettant d'affiner la recherche, Carrigan arrive à isoler 16 sources comme autant de candidates possibles à satisfaire aux propriétés d'une sphère de Dyson. Toutes ces sources retenues se distribuent dans le plan galactique, jamais dans le bulbe. Finalement, trois de ces sources (IRAS 00477−4900, IRAS 02566+2938, et IRAS 19405−7851) ont un profil infrarouge proche de celui attendu. Carrigan conclut qu'on ne peut toutefois être assurés d'observer d'authentiques sphères de Dyson. Il conseille que le programme SETI, au moyen du Allen Telescope Array (ATA), radioécoute ces 16 sources.